# Valentyna Ljašenko
Valentyna Mykolaïvna Chomycka, coniugata Ljašenko (in georgiano ვალენტინა ლიაშენკო?, Valent'ina Liashenk'o; in ucraino Валентина Миколаївна Хомицка-Ляшенко?; nota in ambito internazionale con la traslitterazione anglosassone Valentina Liashenko; Kiev, 30 gennaio 1981), è un'altista ucraina naturalizzata georgiana.

## Palmarès
| Anno                            | Manifestazione              | Sede           | Evento        | Risultato | Prestazione | Note |
| ------------------------------- | --------------------------- | -------------- | ------------- | --------- | ----------- | ---- |
| In rappresentanza della Georgia |                             |                |               |           |             |      |
| 2015                            | Europei indoor              | Praga          | Salto in alto | 22ª (q)   | 1,72 m      |      |
| 2015                            | Giochi europei              | Baku           | Salto in alto | Argento   | 1,84 m      |      |
| 2015                            | Mondiali                    | Pechino        | Salto in alto | nm        | nm          |      |
| 2016                            | Europei                     | Amsterdam      | Salto in alto | 23ª (q)   | 1,80 m      |      |
| 2016                            | Camp. piccoli stati europei | Marsa          | Salto in alto | Oro       | 1,90 m      |      |
| 2016                            | Giochi olimpici             | Rio de Janeiro | Salto in alto | 32ª (q)   | 1,80 m      |      |